# Meeresnaturpark Estuaire de la Gironde et Mer des Pertuis

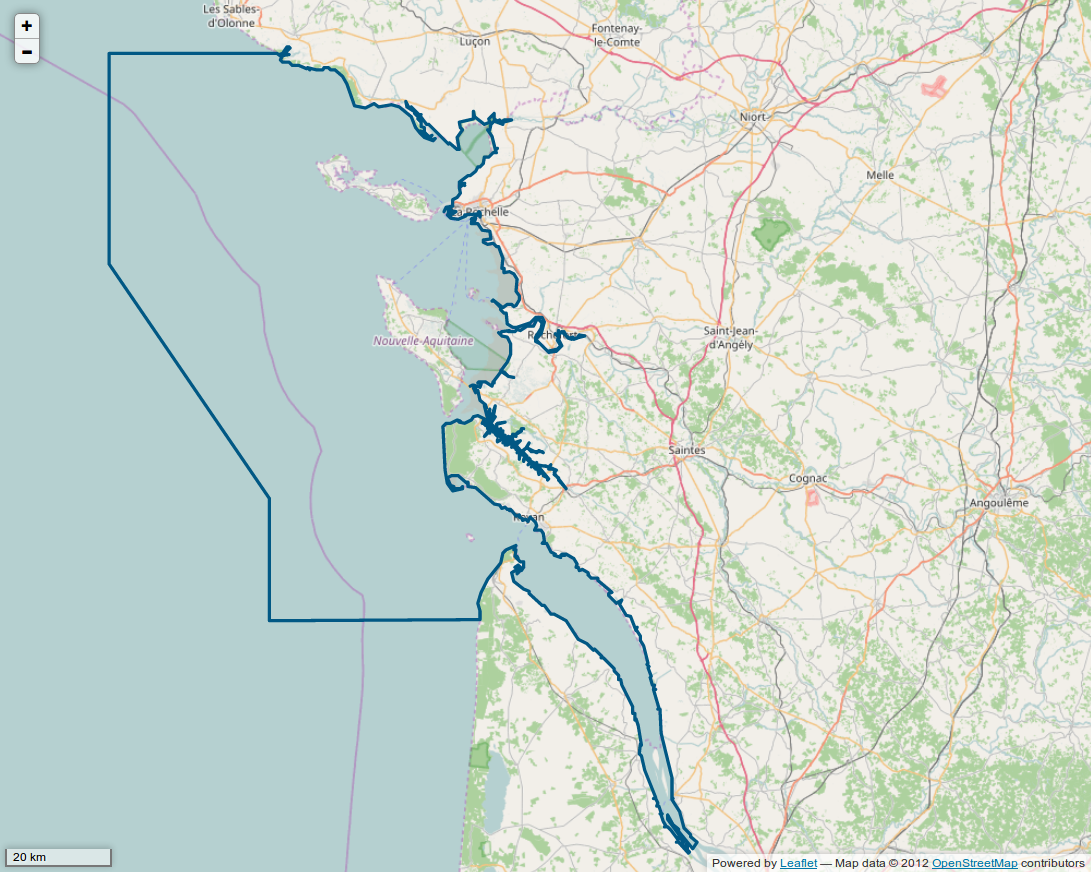
Lageplan

Der Meeresnaturpark ist mit M08 gekennzeichnet.

Der Meeresnaturpark Estuaire de la Gironde et Mer des Pertuis (frz.
Parc naturel marin de l’estuaire de la Gironde et de la mer des Pertuis) liegt an der französischen  Atlantikküste. Der Küstenstreifen liegt in den Départements Vendée, Charente-Maritime und Gironde.

## Geografie
Der Park umfasst neben dem Meeresgebiet folgende sechs Ästuare, die in den Atlantischen Ozean münden:
- Payré,
- Lay,
- Sèvre Niortaise,
- Charente,
- Seudre und
- Gironde.

## Parkverwaltung
Die Gründung des Meeresnaturparks erfolgte im April 2015. Die Parkverwaltung hat ihren Sitz in Marennes (45° 49′ 21″ N, 1° 6′ 19″ W). Der Naturpark umfasst ein Seegebiet von 6500 km² und eine Küstenlinie von rund 1000 Kilometern.
Der Park grenzt landseitig an 114 Gemeinden. Die bedeutendsten davon sind:
- La Rochelle
- Saint-Martin-de-Ré
- Sainte-Marie-de-Ré
- Rochefort
- Saint-Pierre-d’Oléron
- Le Château-d’Oléron
- Royan
- Soulac-sur-Mer
- Pauillac

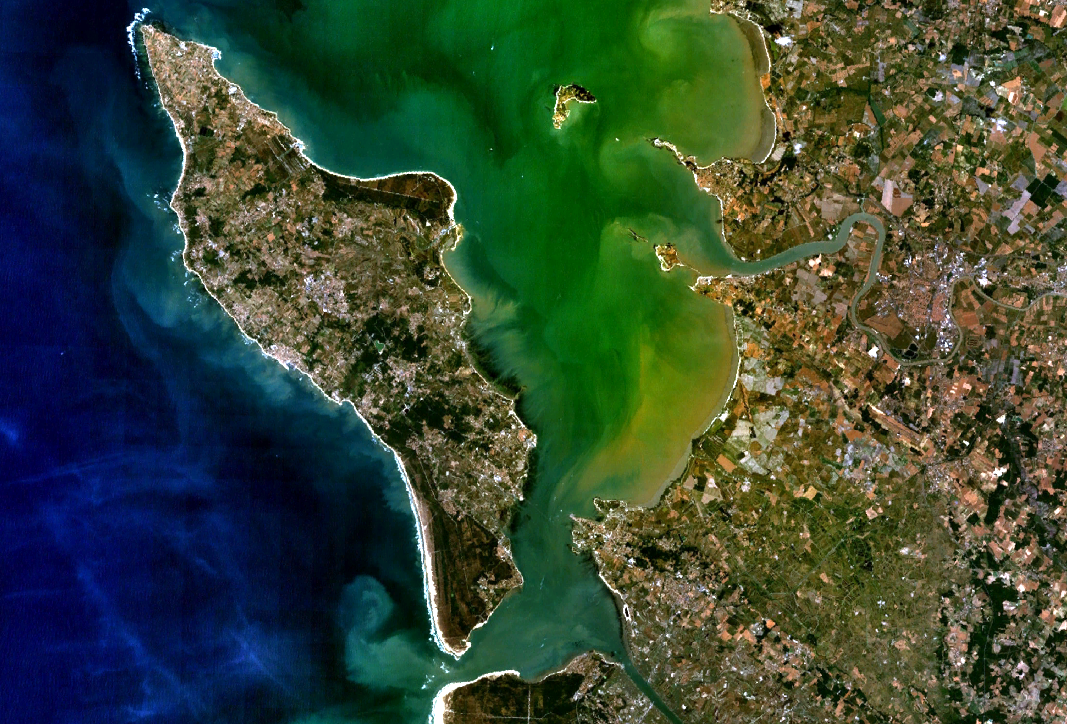
NASA-Satellitenbild der Île d’Oléron
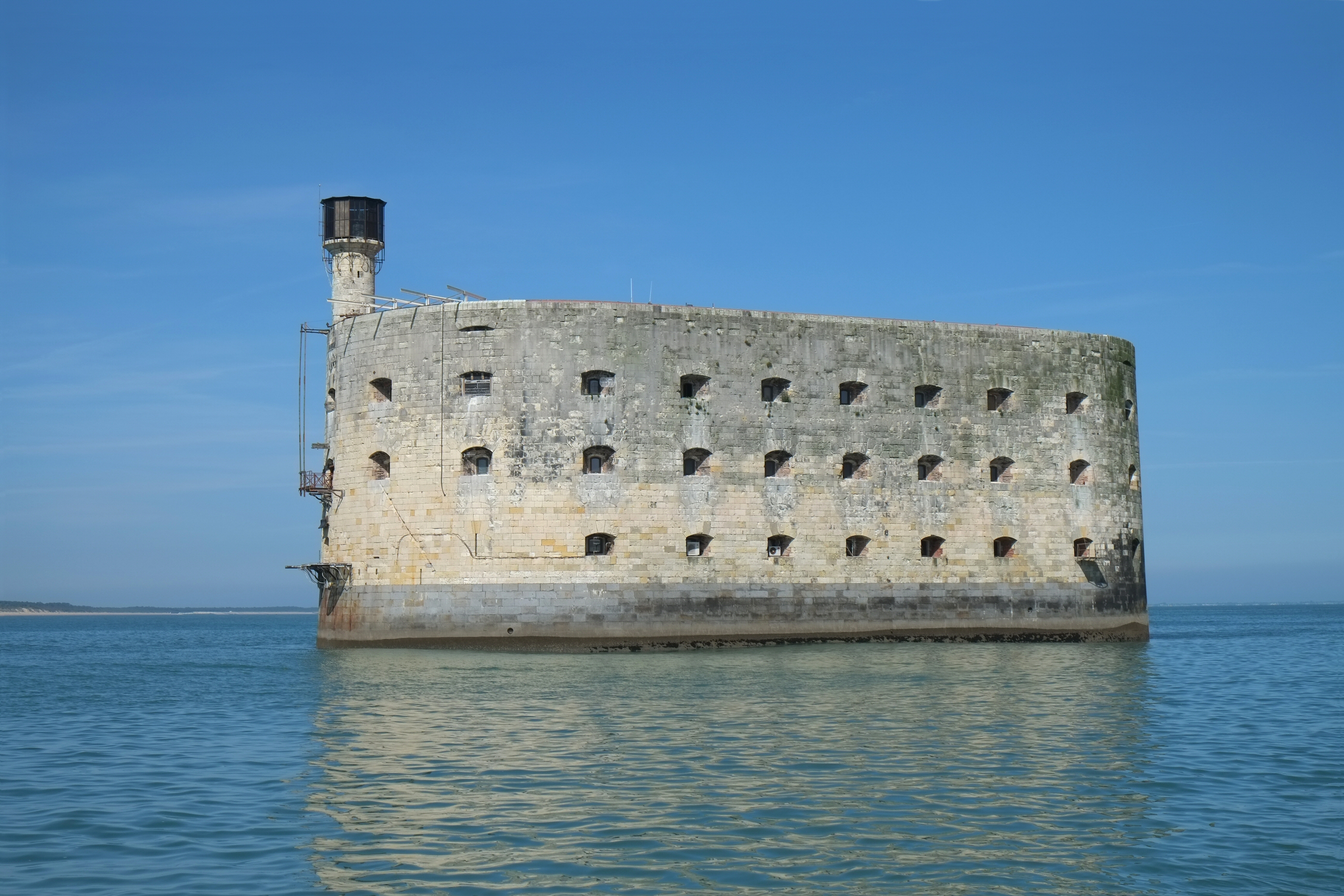
Das Fort Boyard zwischen der Île d’Aix und der Île d’Oléron
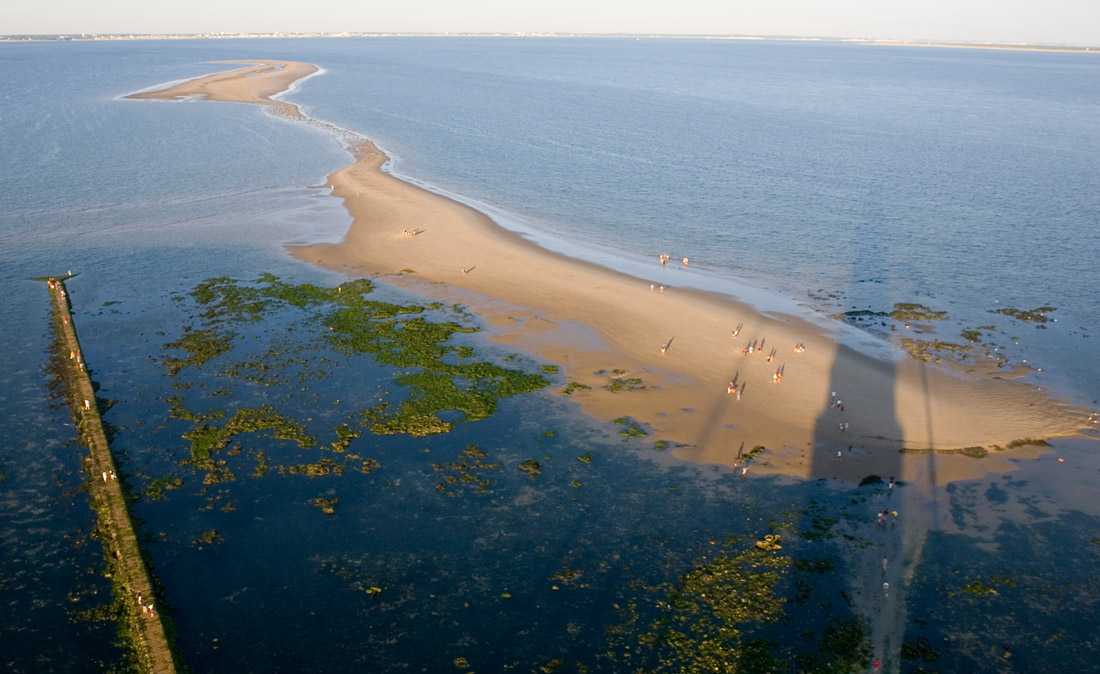
Blick vom Leuchtturm von Cordouan aus
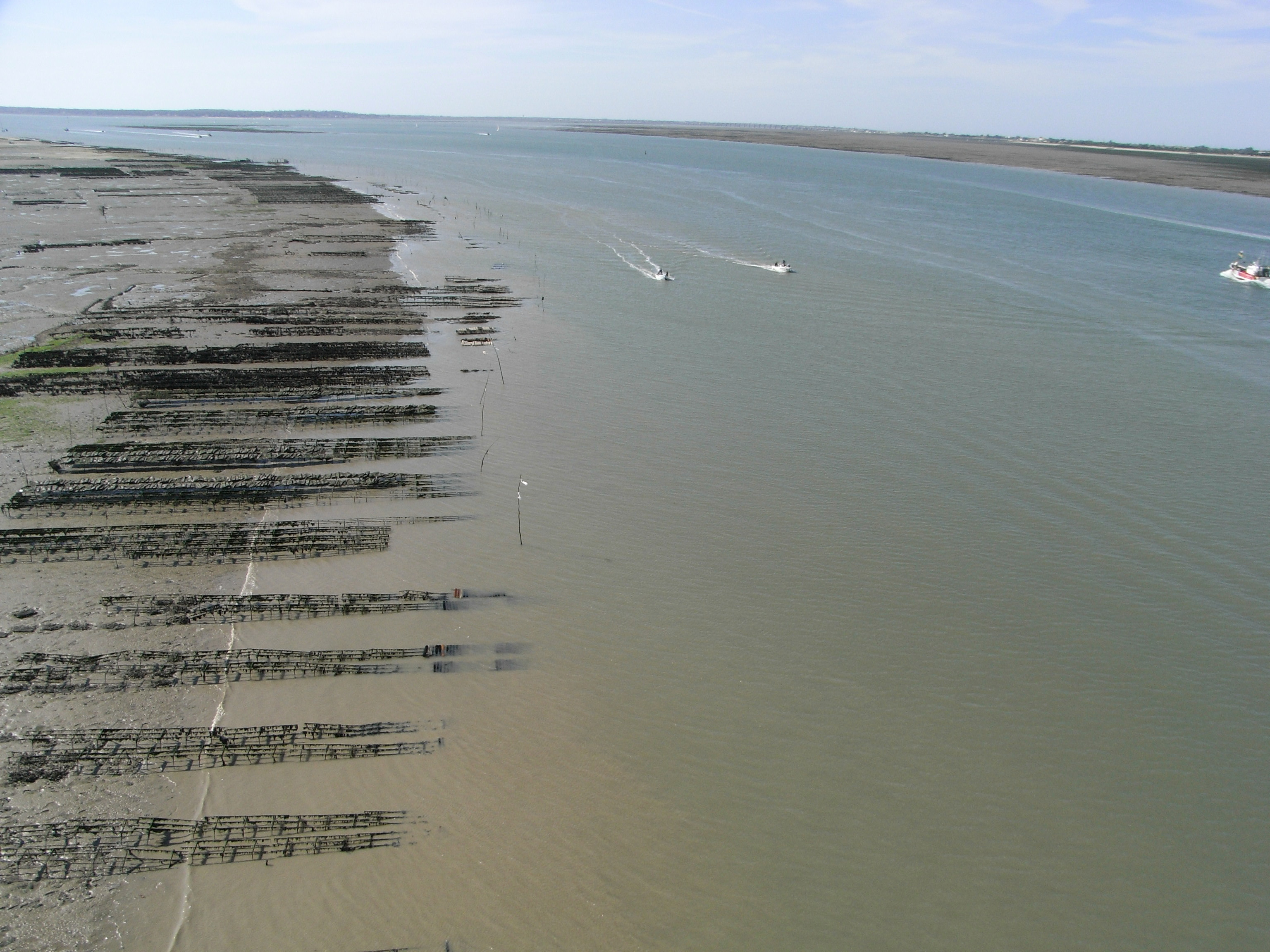
Austernzucht am Mündungstrichter der Seudre
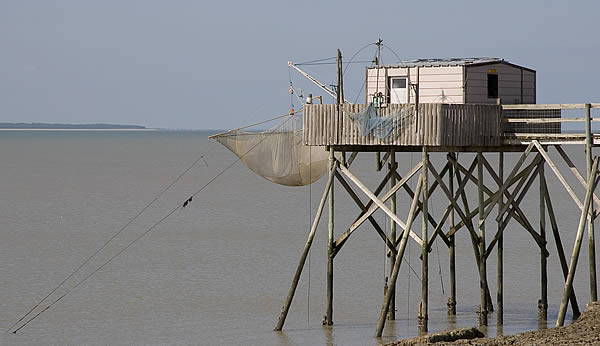
Netzfischerei auf der Île Madame
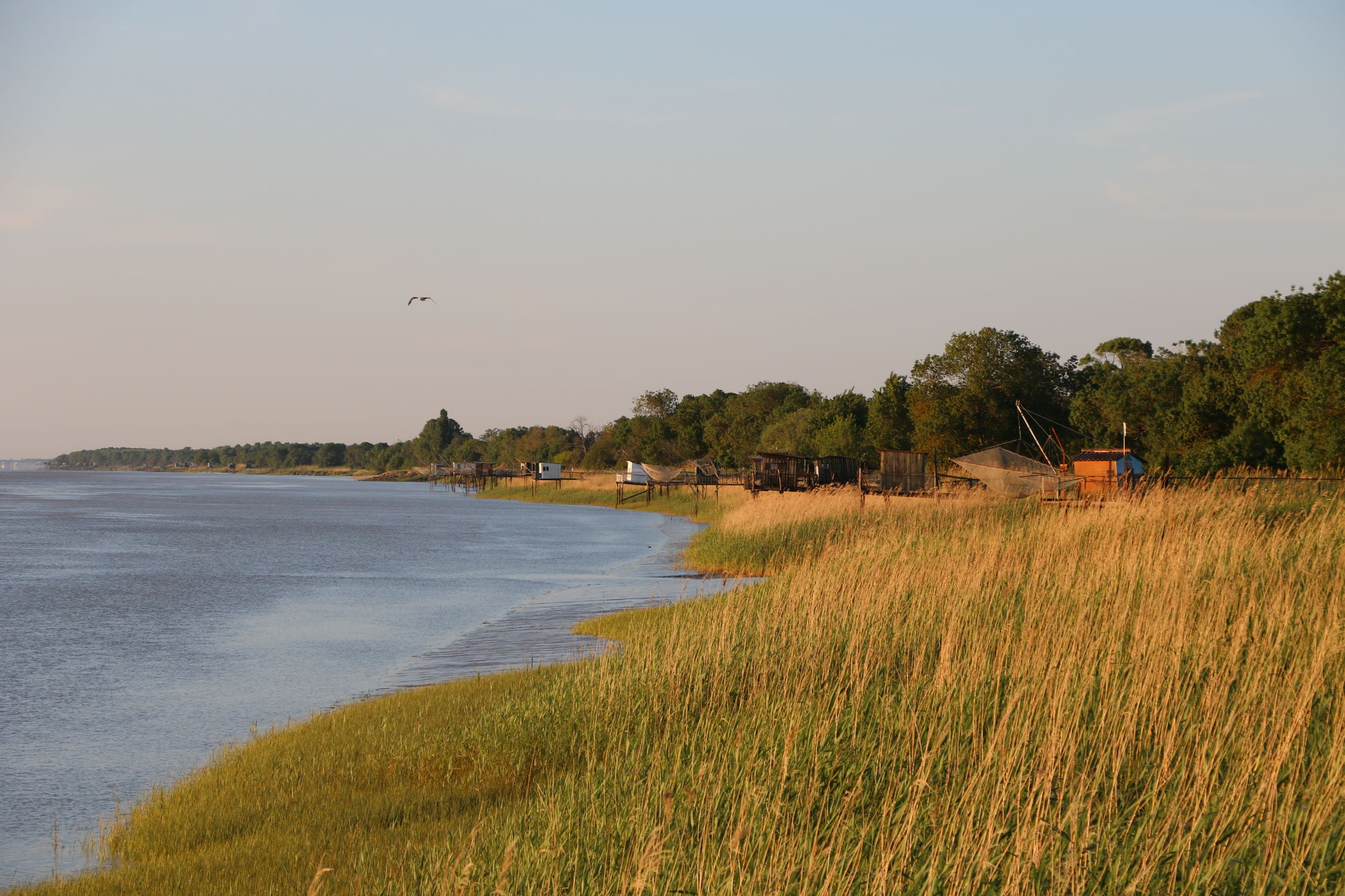
Röhricht am Ästuar der Gironde in Pauillac

## Klima
Das Küstengebiet liegt in der gemäßigten Klimazone ozeanischer Prägung (Seeklima) mit sehr milden Wintern, warmen Sommern und häufigen Niederschlägen. Die Winter sind oft frostfrei, die Sommer immer noch sehr erträglich. 